# Befreiungspädagogik
Als Befreiungspädagogik wird eine herrschaftskritische Theorie der Erziehung und Bildung von Kindern und Jugendlichen bezeichnet. In spanischsprachigen Ländern gibt es in der Praxis häufig die Bezeichnung educación popular. Im Bereich theoretischer Richtungen der Pädagogik gehört die Befreiungspädagogik zu den politisch geprägten Theorien.

## Ansatz
Die Befreiungspädagogik hat ihre Wurzeln im Marxismus und im Christentum. Ihre Vertreter sehen die Menschheit zu einem Leben in Glück und ohne Herrschaft geboren. Dem stehe weltweit der Kapitalismus mit seinen zwangsläufigen Auswirkungen der Verdinglichung, Entfremdung und Ausgrenzung gegenüber. 
In Kindern und Jugendlichen, aber vor allem auch bei gemeinsam lernenden Erwachsenen, wollen Befreiungspädagogen das Bewusstsein wecken, dass Phänomene der Ausgrenzung und Verdinglichung als Instrumente der Sicherung von Privilegien vom Menschen gemacht seien. Damit wären sie geschichtlich veränderbar und könnten auch vom Menschen überwunden werden. Aus diesem Bewusstsein wollen die Befreiungspädagogen schließlich die Befähigung ihrer Adressaten zur Überwindung der Herrschaftssysteme entwickeln und so auf eine gesellschaftliche Veränderung hinarbeiten.

## Vertreter
Theoretiker der Befreiungspädagogik sind vor allem Paulo Freire und Heinz-Joachim Heydorn. Freire verwendete zuerst die Begriffe Pädagogik der Unterdrückten, später Pädagogik der Hoffnung und Pädagogik der Autonomie. Praktiker waren Augusto Boal und viele Anwendende des Theaters der Unterdrückten.
In Deutschland wurde Freires Ansatz vor allem durch Ernst Lange vertreten, der auch Freires Hauptwerk Pädagogik der Unterdrückten (1970) ins Deutsche übersetzte. Freire und Lange hatten beim Ökumenischen Rat der Kirchen in Genf zusammengearbeitet, wo Freire lange Zeit als Berater in Bildungsangelegenheiten tätig war.